# 戴维·福西特
戴维·福西特（David Fawcett，1963年10月23日—）是一位澳洲政治人物，他的黨籍是澳洲自由黨。自2011年開始，他是代表南澳大利亞州的澳大利亞參議院議員之一。他曾經於1982年至2004年在澳大利亞軍隊服役。